# Lago pluvial

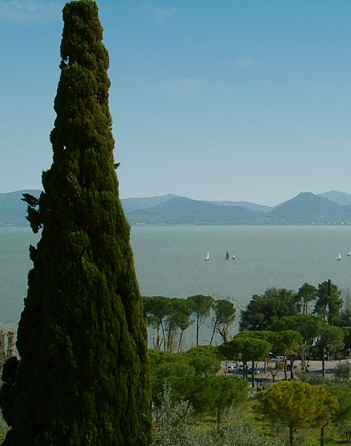
Vista Parcial do Lago Trasimeno.

Lago pluvial é um lago formado pela acumulação de água das chuvas, por não ser desaguadouro de um rio. As suas águas são geralmente turvas e paradas.